# تیمائوس سوفیست
تیمائوس سوفیست (زبان یونانی: Τίμαιος ὁ Σοφιστής) فیلسوف و فرهنگ‌نویس یونانی بود که بین قرن‌های ۱ و ۴ زندگی می‌کرد. از زندگی او چیزی در دست نیست.
او فرضاً نویسنده قاموس (Lexicon) افلاطونی است که هنوز موجود است. هدف این قاموس توضیح کاربرد کلمات و عباراتی بود که در آثار افلاطون وجود دارد. او از تفسیرهای پیشین دربارهٔ افلاطون استفاده کرد که اکنون از بین رفته است. این واژه‌نامه در دوره‌های بعدی متحمل اضافات و حذف‌های زیادی شد که منجر به گنجاندن بسیاری از کلماتی شد که هیچ ربطی به افلاطون یا فلسفه او نداشتند. اولین نسخه کامل قاموس که توسط دیوید رونکن تهیه شده بود، در سال ۱۷۵۴ در لیدن منتشر شد.

## قاموس
تیمائوس این اثر را بر اساس تفاسیر قدیمی‌تر افلاطون گردآوری کرد، که حفظ نشده است. او نام خود را در تقدیم نامه آورده است. او این اثر را به دوست ناشناخته رومی تقدیم کرده و نام خود را در تقدیم‌نامه آورده است، که نام یونانی گایاتیانوس و گایتیانوس برای او نقل شده است. او ممکن است کایتانوس، جنتیانوس یا گراتیانوس نامیده شده باشد. نقل قولی از اثری از پورفیری نوافلاطونی ارزش قطعی برای تاریخ‌گذاری اثر ندارد، زیرا احتمالاً یک الحاقیه است.
در میان ۴۶۸ عبارت مرتب‌شده بر اساس حروف الفبا، که تیمائوس به‌طور خلاصه توضیح می‌دهد، یک اصطلاح فنی فلسفی وجود ندارد. بیش از یک سوم عبارت‌ها در تفسیرهای افلاطون فقط در یک جا وجود دارد. همان‌طور که تیمائوس در تقدیم‌نامه بیان می‌کند، به روشن کردن کلمات و عبارت‌ها با معانی غیرمعمول و ویژگی‌های گویشی زبان آتیک افلاطون می‌پردازد که نه تنها رومی‌ها، بلکه بیشتر یونانیان زمان او نیز با آن آشنایی ندارند. گه‌گاه به ریشه‌شناسی نیز می‌پردازد.
این واژه‌نامه تنها در یک نسخه خطی از قرن ۱۰ باقی مانده است که اکنون در کتابخانه ملی فرانسه در پاریس است. نسخه‌ای که حفظ شده حاوی اضافاتی است که از خود نویسنده نیست. این امر از آن‌جا مشهود است که کلمات متعددی در آن گنجانده شده است که افلاطون هرگز آن‌ها را به‌کار نمی‌برد و به برخی از کلمات معانی متفاوتی نسبت به متون افلاطون داده شده است. این واژه‌نامه احتمالاً پس از مرگ نویسنده آن به تدریج گسترش یافته است. در برخی موارد تنها یکی از چندین معنای یک عبارت، که در آثار افلاطون وجود دارد، آورده شده است. درحالی‌که در تحقیقات گذشته فرض بر این بود که متن باقی‌مانده کامل است، با توجه به وضعیت فعلی تحقیق روی این اثر می‌توان فرض کرد که نسخه خطی تنها حاوی یک نسخه خلاصه شده است.

## میراث
تاکنون هیچ اثر قابل اعتمادی از کاربرد واژگان در دوران باستان یافت نشده است. این که آیا فیلسوف نوافلاطونی آمونیوس هرمیاس (قرن پنجم) از آن برای تفسیر خود بر گفتگوی افلاطون فدروس استفاده کرده است یا خیر، مشخص نیست. در حدود اواسط قرن نهم، محقق مشهور بیزانسی فوتیوس به واژه‌نامه، که به نظر او ارزش نسبتاً کمی دارد، مراجعه کرد و در بیبلوتکا یادداشت‌هایی در مورد آن نوشت. در اوایل دوره مدرن، دانشنامه در دسترس نبود. این نسخه خطی در قرن هفدهم به فرانسه رسید، و محقق برنارد دو مونتفوکون آن را در یک کتابخانه خصوصی فرانسوی کشف کرد و نسخه‌ای را در سال ۱۷۱۵ منتشر کرد. اولین مطالعه دقیق از نسخه خطی و ویرایش قاموس در اواخر قرن ۱۸ توسط دیوید رونکن (۱۷۵۴؛ ویرایش دوم ۱۷۸۹) انجام شد که شرح مفصلی نیز ارائه کرد. نسخه اصلاح‌شده‌ای از ویرایش دوم رونکن توسط گئورگ اینوتئوس کخ در سال ۱۸۲۸ منتشر شد.